# Barbary Coast
Barbary Coast (prt: Cidade sem Lei; bra: Duas Almas Se Encontram) é um filme norte-americano de 1935, género faroeste, realizado por Howard Hawks, que substituiu William Wyler.

## Resumo
Numa corrida do ouro californiano que atraiu aventureiros dos quatro cantos do mundo, chegam por terra ou por mar. Na véspera do ano novo em São Francisco chega um barco com pessoas só com um pensamento: ouro, mas igualmente está a bordo Marcus Aurelius Cobb (Frank Craven), um jornalista que pretende fundar um jornal na cidade, e Mary Rutledge (Miriam Hopkins), que veio da cidade de Nova Iorque.
Mary quer se casar muito brevemente com Dan Morgan, que foi responsável pela greve no Vale dos Colonos, mas ela tem uma desagradável surpresa ao ter conhecimento que o mesmo vale e Dan já não existem. Uma história que fala da febre do ouro e das diferentes maneiras que o homem com sede de riqueza arranja para o conseguir.

## Elenco
- Miriam Hopkins (Mary "Swam" Rutledge)
- Edward G. Robinson (Luis Chamalis)
- Joel McCrea (James Carmichael)
- Frank Craven (Marcus Aurelius Cobb)
- Brian Donlevy (Knuckles Jacoby)
- Clyde Cook (Oakie)
- Harry Carey (Jed Slocum)
- Matt McHugh (Bronco)
- Donald Meek (Sawbuck McTavish)
- Rollo Lloyd (Wigham)
- J.M. Kerrigan (Juiz Harper)
- Roger Gray (Sandy Ferguson)
- Walter Brennan
- David Niven

## Recepção
Andre Sennwald, do The New York Times', classificou o filme como divertido. Já a revista Time disse que era "dolorosamente sem inspiração". A Scholastic, uma revista para jovens recomendou o filme pelo "fundo autêntico e personagem dos dias de descoberta de ouro" A Newsweek queixou-se de que o enredo do livro original fosse jogado fora. A Canadian Magazine assegurou aos canadenses que o filme não tinha "nada a ver com a "Barbary Coast" do livro. Chicago ameaçou proibir o filme. Goldwyn editou algumas cenas e o filme foi autorizado a ser exibido lá. A  Legion of Decency de Chicago condenou Barbary Coast. O bispo de Los Angeles, John Cantwell, viu o filme com outros quatro sacerdotes e gostou disso; nenhum o considrou imoral.
Escrevendo para  The Spectator  em 1935, Graham Greene declarou o filme um sucesso triunfante, descrevendo-o como "melodrama do tipo mais puro, mais experiente, bem dirigido, bem atendido e bem escrito" . Apesar do uso do filme do que Greene considerou como uma trama convencional, ele elogiou o uso "fresco e interessante" de personagens defeituosos para "fazer algo real fora do hocus-pocus".